# Singida (region)
Singida er en af Tanzanias 26 administrative regioner. Regionhovedstaden er Singida. Singida grænser til Shinyanga og Manyara i nord, Dodoma i øst, Iringa i sydøst, Mbeya i sydvest og Tabora i vest. Regionen havde 1.330.930 indbyggere i 2009 og et areal på 49.341 km². En stor del af vildtreservatet Rungwa dækker den sydlige del af regionen.
Singida består af fire distrikter: Iramba, Manyoni, Singida Mjini og Singida Vijijini.

## Eksterne kilder og henvisninger
1. ↑   Statoids, Regions of Tanzania
2. ↑  "Kort". Arkiveret fra originalen 26. november 2011. Hentet 24. november 2011.

05°30′S 34°30′Ø / 5.500°S 34.500°Ø